# RIMM

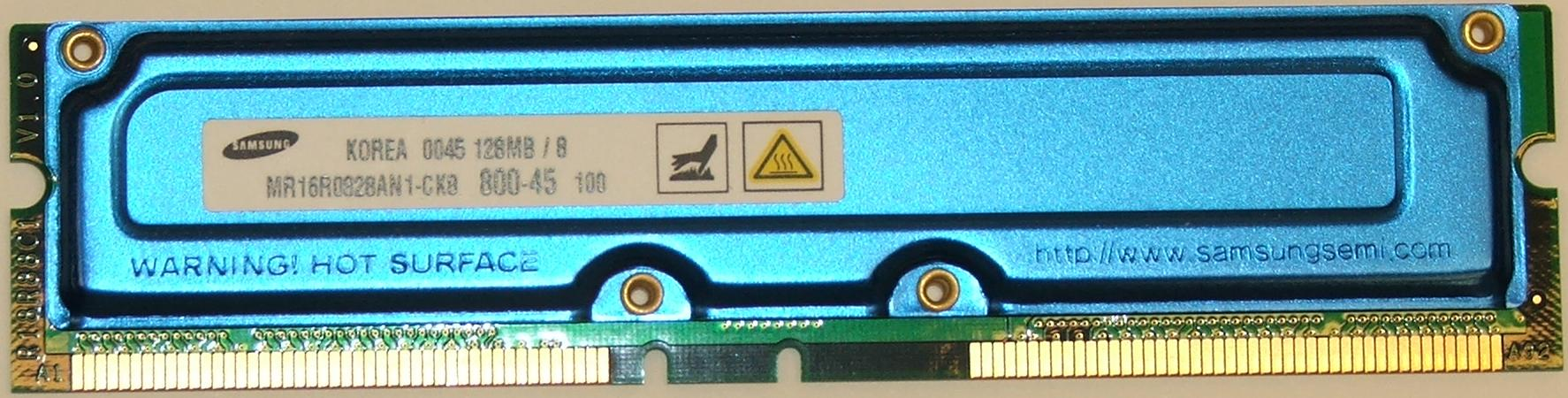
Moduł pamięci RIMM

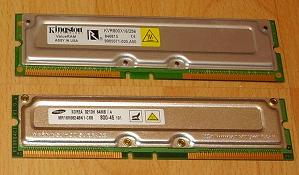
Pamięci RIMM firmy Kingston i Samsung

RIMM (ang. Rambus Inline Memory Module) – rodzaj modułów pamięci komputerowej, na których umieszczone są układy scalone z pamięciami typu RDRAM. Moduły RIMM pojawiły się w 1996 roku na mocy umów patentowych pomiędzy firmami Rambus i Intel. 
Najpopularniejsze kości typu RIMM:
- 160-pinowe, stosowane SO-RIMM
- 184-pinowe, stosowane RIMM 16-bitowe
- 232-pinowa, stosowane RIMM 32-bitowe
- 326-pinowa, stosowane RIMM 64-bitowe

Moduły 16-bitowe pamięci RIMM na płytach głównych muszą być montowane w parach. Moduły 32-bitowe mogą być instalowane pojedynczo. Każde niewykorzystane gniazdo pamięci na płycie głównej (ang. slot) musi być zamknięte terminatorem. 
Moduły pamięci RIMM wyposażone są w radiator, konieczny do odprowadzania nadmiaru ciepła.
Po niecałym roku produkcji wycofane z powodu opłat licencyjnych oraz mniejszej niż zamierzano wydajności.